# Parasitiformes
Die Parasitiformes oder Anactinotrichida sind eine Überordnung der Milben (Acari). Sie umfassen viele bekannte parasitäre Milben und Zecken, meist ektoparasitische Blutsauger, aber auch endoparasitische Arten.

## Merkmale
Parasitiformes besitzen ein bis vier Paare von dorsolateralen (zum Rücken hin, seitlich) oder ventrolateralen (zum Bauch hin, seitlich) Stigmata hinter den zweiten Coxen. Die Coxen sind frei und gewöhnlich beweglich. An den Tarsen der Beine II bis IV befindet sich ein weicher Bereich (Peripodomeric fissure), der mit Spaltsinnesorganen verbunden ist, an den Tarsen der Beine I befinden sich dorsal dichte Büschel von stabförmigen, subdistalen (zum Bauch hin, von der Körpermitte weg) Setae (Solenidien). Das Subcapitulum wird durch die in der Mitte verschmolzenen Coxa der Pedipalpen gebildet. Trichobothrien auf dem Prodorsum fehlen.

## Lebensraum und Lebensweise
Nahezu alle Parasitiformes sind terrestrische Arten, lediglich wenige Gattungen der Ascidae leben ausschließlich an feuchten Pflanzen und Detritus sowie an der Wasseroberfläche am Randbereich von Süßwasserhabitaten. Viele Arten sind parasitär, räuberisch und leben im Streu, verrottendem Holz und Hausstaub. Manche Arten ernähren sich auch von Pilzen und Pollen.

## Systematik
Die Überordnung wird in vier Ordnungen geteilt, darin befinden sich über 15.000 beschriebene Arten, insgesamt wird die Anzahl Arten auf 100.000 bis 200.000 geschätzt:
- Überordnung Parasitiformes
  - Ordnung Holothyrida
  - Ordnung Ixodida (Zecken)
  - Ordnung Mesostigmata
  - Ordnung Opilioacarida

## Forschungsgeschichte
Reuter schrieb in seinem Werk Zur Morphology und Ontogenie der Acariden von Gamasiformes. In seiner Klassifikation in tabellarischer Form im Abschnitt Entwurf eines neuen Systems der Acaridenordnung nannte er allerdings in Klammer Parasitiformes und merkte dazu an, dass der Gattungsname Gamasus „in letzter Zeit“ aus Prioritätsrücksicht durch Parasitus ersetzt wird. Er bedauerte die Änderung, da der Gattung auch nichtparasitische Arten angehören, schloss Änderungen an anderen systematischen Kategorien jedoch nicht aus und gab deshalb doppelte Benennungen an.